# Cimetière de Dienville
Le cimetière de Dienville est un cimetière situé à Dienville, en France.

## Localisation
Le cimetière est situé sur la commune de Dienville, dans le département français de l'Aube.

## Historique
L'édifice est classé au titre des monuments historiques en 1980.